# Emilia Soares do Patrocinio
Emília Soares de Patrocínio (1805 - 1886) foi escravizada liberta que comprou sua alforria, se tornou quitandeira, empreendedora e foi importante liderança no mercado da capital imperial brasileira em meados do século XIX.